# دوري السوبر الألباني 1961
دوري السوبر الألباني 1961 (بالألبانية: Kategoria e Parë 1961‏) هو الموسم 24 من دوري السوبر الألباني. أشرف على تنظيمه اتحاد ألبانيا لكرة القدم، وكان عدد الأندية المشاركة فيه 10، وفاز فيه بارتيزاني تيرانا.